# مارگاریتا بارخویان
مارگاریتا بارخویان (ارمنی: Մարգարիտա Բարխոյան؛ انگلیسی: Margarita Barkhoyan زادهٔ ۳ مهٔ ۱۹۸۹) خواننده، موسیقی‌دان سبک جاز اهل ارمنستان است.

## زندگی‌نامه
وی در 	۳ مهٔ ۱۹۸۹ در ایروان به دنیا آمد و از کنسرواتوار دولتی کومیتاس ایروان فارغ‌التحصیل گشت. 